# Borislav Jović
Borislav Jović (cirill betűkkel: Борисав Јовић, Nikšić, 1928. október 19. – Belgrád, 2021. szeptember 13.) szerb közgazdász, diplomata és politikus volt, 1990 és 1991 között Jugoszlávia Államelnökségének elnöke.
Jović 1965-ben szerzett PhD fokozatot közgazdaságtanból a Belgrádi Egyetemen. Az 1970-es évek közepétől a hetvenes évek közepéig Jugoszlávia olaszországi nagykövete, az 1980-as évek végén és az 1990-es évek elején Jugoszlávia kollektív elnökségének szerb képviselője, az elnökség elnöke, valamint 1990-es években a Szerbiai Szocialista Párt egyik vezető személyisége volt. Folyékonyan beszélt oroszul és olaszul.

## Pályafutása
Jović szoros szövetségese és tanácsadója volt Slobodan Milošević szerb pártvezetőnek, akinek az antibürokratikus forradalom idején és segített hatalomra jutni. 1990 májusa és 1991 májusa között Jugoszlávia elnöki tisztét töltötte be. „Poslednji dani SFRJ” (Bp., 1995) című könyvében Joviċ leírja, hogy 1990. június végén, a függetlenségpárti erők szlovéniai és horvátországi választási győzelmét követően azt javasolta Miloševićnek és Veljko Kadijević szövetségi védelmi miniszternek, hogy akár erőszak alkalmazásával is „taszítsák ki Szlovéniát és Horvátországot Jugoszláviából”, miközben megtartják Horvátország szerbek lakta részeit, amibe Milošević beleegyezett. Nem sokkal a találkozó után Jović elkezdte végrehajtani azt a stratégiát, amely a szövetségi jugoszláv állam megszűnéséhez vezetett. Jović arról ismert, hogy 1991. július elején aláírója volt a brioni megállapodásnak, amely a tíznapos háború után biztosította Szlovénia függetlenségét.
A soros elnöki mandátum lejártához közeledve utódját, a horvát Stjepan Mesićet, megsértve a rotációra vonatkozó alkotmányos előírásokat, az elnökség nyolcból négy tagja megakadályozta az elnöki szék elfoglalásában. 1991 közepén, amikor Horvátországban felerősödtek a horvát függetlenségi háborúhoz vezető feszültségek, Jović megkísérelt olyan szükséghelyzeti jogosítványokat beiktatni, amelyek a függetlenségpárti kormányokkal rendelkező horvát és a szlovén tagköztársaságokban hatékonyan lehetővé tették volna a hadsereg számára, hogy átvegye az ország irányítását, és megfordítsa az első szabad demokratikus választások eredményeit. A határozatok elfogadásához a jugoszláv elnökség 8 tagjából 5 szavazatára volt szükség, Szerbia pedig már rendelkezett Szerbia, Montenegró, Vajdaság és Koszovó szavazataival és feltételezte, hogy a Bosznia-Hercegovinát képviselő szerb delegátus ugyancsak megszavazza a tervet. A terv azonban meghiúsult, amikor a boszniai szerb küldött, Bogić Bogićević nem volt hajlandó megszavazni azt.
A BBC 1995-ös, „The death of Yugoslavia” (Jugoszlávia halála” című dokumentumfilmjében Jović leírta a kérdezőbiztosoknak, hogyan érzékelte azokat az eseményeket, amelyek végül a Jugoszláv Szocialista Szövetségi Köztársaság felbomlásához és az azt követő jugoszláv háborúkhoz vezettek. Az interjú során (4. rész, „A pokol kapui”), valamint az ICTY előtt tett vallomásában Jović leírta a jugoszláv vezetés azon cselekedeteit, amelyek a boszniai szerb hadsereg megalakulásához vezettek. Jović azt állította, hogy ezekről a lépésekről a Milošević szerb elnökkel folytatott privát megbeszélésen döntöttek. Jović szerint rájött, hogy ha Bosznia-Hercegovinát végül elismeri a nemzetközi közösség, akkor a Jugoszláv Néphadsereg (JNA) csapatainak boszniai területen való jelenléte oda vezethetett volna, hogy agresszióval vádolják a jugoszláv kormányt. Ennek elkerülése érdekében ő és Milošević úgy döntöttek, hogy az összes JNA katonát Szerbia és Montenegróból, valamint Bosznia-Hercegovinából származási országukba vezénylik, és a költségeket a jugoszláv kormány állja. Ily módon minden boszniai szerb átkerült a jugoszláv hadseregből az újonnan létrehozott Boszniai Szerb Hadseregbe.
Jović a reformpárti volt jugoszláv miniszterelnököt, a boszniai horvát Ante Markovićot a kapitalista nyugat bábjának tartotta, és őt tartotta felelősnek az ország elpusztításáért. Jović Jugoszlávia elnökeként így nyilatkozott: „Az általános következtetés az volt, hogy Ante Marković már nem elfogadható és nem megbízható számunkra. Senkinek nincs többé kétsége afelől, hogy ő az Egyesült Államok meghosszabbított keze, aki megbuktat mindenkit, aki valaha is szocializmusra gondolt, és a mi szavazataink révén lett miniszterelnök. A hazaárulás legveszélyesebb játékát játssza. Jović Marković szerepáre vonatkozó végső következtetése az volt, hogy „kétségtelenül ő volt gazdaságunk lerombolásának legaktívabb felelőse, és nagymértékben jelentős résztvevője Jugoszlávia felbomlásának is. Mások, amikor azzal dicsekedtek, hogy szétverték Jugoszláviát, magukra akarták venni ezt a hírhedt szerepet, de mindezen tekintetben meg sem közelítették Markovićét, aki Jugoszlávia túlélése főhősének vallotta magát.”
A háború után Jovićot gyanúsítottként hallgatta ki a volt Jugoszláviával foglalkozó Nemzetközi Törvényszék, de nem emeltek vádat ellene, és az ügyészi csapat úgy döntött, hogy inkább a Miloševićhez hasonló jelentős személyiségek elleni ügyek előkészítésére összpontosít. Ehelyett Jovićot csak tanúként hallgatták meg, hogy vallomást tegyen Milošević háború alatti tevékenységéről.

## Halála
Jović a szerbiai COVID-19 világjárvány idején COVID-19-ben halt meg 2021. szeptember 13-án, 92 éves korában.

## Fordítás
- Ez a szócikk részben vagy egészben  a   Borislav Jović című angol Wikipédia-szócikk ezen változatának fordításán alapul.  Az eredeti cikk szerkesztőit annak laptörténete sorolja fel. Ez a jelzés csupán a megfogalmazás eredetét és a szerzői jogokat jelzi, nem szolgál a cikkben szereplő információk forrásmegjelöléseként.